# Centrifugatie
Centrifugatie is een scheidingsmethode van suspensies en emulsies op basis van middelpuntvliedende kracht en verschil van dichtheid.
Centrifugatie wordt toegepast in de industrie, zoals separatoren voor olie en zuivel, medische laboratoria voor onder meer bloedfractionering en urine en bij biologisch onderzoek, zoals celfractionering.